# Uruma, Okinawa
Urama (tiếng Okinawa thành Uchinagu) là một thành phố của Nhật Bản trên đảo Okinawa. Thành phố được thành lập vào năm 2005 trên cơ sở sáp nhập các thành phố, trị trân và làng Gushikawa, Ishikawa, Katsuren và Yonashiro. Cái tên Uruma bắt nguồn từ các từ trong tiếng Okinawa nghĩa là đảo (ma) san hô (uru). Thành phố nằm ở phía Đông bắc của thành phố Okinawa và bao gồm bán đảo Yokatsu và 8 đảo nhỏ ngoài Thái Bình Dương.
Ở Uruma có các khu ưu đãi dành cho các xí nghiệp trong ngành công nghệ thông tin và tài chính như: Ishikawa Regional Development Center Maitenkan, Ichui Gushikawa Jinbunkan, Uruma City IT Buiness Support Center.